# 스탠리 큐브릭
스탠리 큐브릭(영어: Stanley Kubrick 스탠리 쿠브릭[ˈkuːbrɪk][*]), 1928년 7월 26일 ~ 1999년 3월 7일)은 미국의 영화 감독이다. 그는 영화 역사상 가장 혁신적인 영상을 만든 거장 가운데 한 명으로 손꼽힌다. 완벽주의자로 불릴 정도로 기술적으로 높은 완성도를 추구했으며, 창의적인 촬영 기법으로 미려한 영상을 만들어 많은 영화감독에게 큰 영향을 끼쳤다. 큐브릭 감독은 문학작품을 영화화하는 일이 많았는데, 비록 많은 작품을 만들지 않았지만 영화마다 비범한 줄거리 전개와 독특한 위트가 빛을 발했다. 큐브릭 영화 세계는 매우 극단적이고 난해하며 몇 작품은 특수효과의 교과서로 불릴 정도로 그의 테크놀로지에 관한 관심은 지대했다. 당시 《타임》지는 ‘오손 웰스 이후 가장 상상력이 풍부한 각본과 촬영을 보여준 감독’이라고 격찬했다. 그러나 그가 영화를 발표할 때마다 환호와 비난이 교차하는 논쟁이 벌어지기도 했는데, 그의 작품에서 나타나는 메시지와 그가 추구하는 영상표현을 위한 새로운 테크놀로지에 대한 평가가 서로 충돌하기도 했기 때문이다.

## 생애
'19세까지 책을 읽지 않았다'라고 말할 정도로 큐브릭은 학교생활에 큰 흥미가 없었으며 친구들과도 잘 어울리지 못한 학생이었다. 이러한 그에게 아버지는 사진을 권했고 취미삼아 시작한 사진 세계에 깊이 빠졌다. 16살에 당시 대통령이었던 프랭클린 루스벨트의 죽음을 다룬 세트사진이 《LOOK》지에 실렸고, 17세부터 이 잡지의 견습기자로 활동했다.
이때부터 많은 시간을 근대미술관의 필름도서관에서 보내며 영화에 열중하게 되었다. 그 후 4년간 사진기자 기간을 거치면서 세 편의 다큐멘터리 영화인 《시합의 날 Day of the Fight》(1951), 《날으는 목사 The Flying Padre》(1951), 《항해자 The Seafarers》(1953)를 만들었다. 1953년 첫 장편영화 《공포와 욕망》을 통해 영화감독으로 데뷔하였다. 이 영화는 전쟁에 관한 강한 항의를 표현한 반전영화였다.
제작, 감독, 촬영, 시나리오, 편집까지 모든 작업을 혼자서 해낸 《공포와 욕망》(1953), 《살인자의 키스》(1955) 이후 ‘해리스·큐브릭 픽처스’를 설립하여 《살인》(1956), 《영광의 길》(1957), 《스파르타쿠스》(1960), 《롤리타》(1962)까지 네 편 영화를 만드는데, 이 가운데 최종 편집권과 각본을 고쳐 쓸 권리 없었던 《스파르타쿠스》 경험 이후 큐브릭은 더 완전하고 자유로운 작품활동을 위해 영국으로 가서 《롤리타》를 촬영한다. 중년 남자가 롤리타라는 소녀에게 매혹되어 파멸하는 과정을 중년 남성에 관한 냉소적인 관찰을 통한 블랙 코미디로 그린 이 작품은 이후 《닥터 스트레인지러브》로 이어져 블랙코미디의 새로운 장을 열었다고 평가받는다.
《닥터 스트레인지러브》(1964)에서 시작해 《2001: 스페이스 오디세이》(1968), 《시계태엽 오렌지》(1971)로 이어지는 미래 시리즈 3부작으로 큐브릭의 영화세계는 절정기를 맞는다. 특히 영화혁명으로 불리는 《2001년 스페이스 오디세이》는 인류가 달에 착륙하기 1년 전에 만들었고, 일반에게 공개되자 엄청난 반향을 일으켰다. 인류 역사와 기계 문명에 관한 철학적 성찰이 담긴 이 영화는 이후 에스에프(SF) 영화 경향을 단번에 뒤바꿨고, 루카스, 스필버그, 랜더스, 카펜터 등 수많은 감독에게 영향을 미쳤다.
또한 30여년이 지난 지금까지도 파격적인 미쟝센과 스토리로 파격을 주었던 《시계태엽 오렌지》는 인간성 가치에 관해 충격적인 영상을 담아 표현양식의 자유로움에 관한 많은 논란을 일으키면서도 영화역사에서 가장 중요한 작품으로 남았다.
이후 영국에서 《배리 린든》(1975), 《샤이닝》(1980), 《풀 메탈 재킷》(1987)을 만든 이후 10년간 침묵하다가 톰 크루즈와 니콜 키드먼 주연의 신작 《아이즈 와이드 셧》 촬영과 최종 편집본을 넘기고서 1999년 3월 7일 향년 71세 나이로 영국 런던의 자택에서 타계했다.

## 작품 목록
- 《시합날 (Day Of The Fight)》 (1951)
- 《플라잉 파드레 (Flying Padre)》 (1951)
- 《공포와 욕망 (Fear And Desire)》 (1953)
- 《선원들 (The Seafarers)》 (1953)
- 《킬러스 키스 (Killer's Kiss)》 (1955)
- 《킬링 (Killing)》 (1956)
- 《영광의 길 (Paths of Glory)》 (1957)
- 《스파르타쿠스(Spartacus)》 (1960)
- 《롤리타(Lolita)》 (1962)
- 《닥터 스트레인지러브(Dr. Strangelove or: How I Learned to Stop Worrying and Love the Bomb)》 (1964)
- 《2001: 스페이스 오디세이(2001: A Space Odessey)》 (1968)
- 《시계태엽 오렌지(A Clockwork Orange)》 (1971)
- 《배리 린든 (Barry Lyndon)》 (1975)
- 《샤이닝(The Shining)》 (1980)
- 《풀 메탈 재킷(Full Metal Jacket)》 (1987)
- 《아이즈 와이드 셧(Eyes Wide Shut)》 (1999)

## 미국에서의 작품별 흥행실적
| 작품 제목              | 제작비             | 흥행            |
| ---------------------- | ------------------ | --------------- |
| 닥터 스트레인지 러브   | 약 1,800,000 달러  | 9,440,272 달러  |
| 2001 스페이스 오딧세이 | 약 10,500,000 달러 | 56,715,371 달러 |
| 시계 태엽 오렌지       | 약 2,200,000 달러  | 26,589,355 달러 |
| 배리 린든              | 약 11,000,000 달러 | 20,000,000 달러 |
| 샤이닝                 | 약 22,000,000 달러 | 44,017,374 달러 |
| 풀 메탈 자켓           | 약 17,000,000 달러 | 46,357,676 달러 |
| 아이즈 와이드 셧       | 약 65,000,000 달러 | 55,637,680 달러 |